# Шелтон, Рон
Рон Шелтон (англ. Ron Shelton) — американский кинорежиссёр и сценарист, наиболее известный фильмами на спортивную тематику, номинант на премию «Оскар» («Дархэмский бык»), бывший игрок в бейсбол.

## Личная жизнь
Женат на актрисе Лолите Давидович, имеет двоих детей.

## Фильмография
- Дархэмский бык
- Блэйз
- Белые люди не умеют прыгать
- Кобб
- Жестяной кубок
- Бей в кость
- Проклятый сезон
- Голливудские копы
- Всё только начинается